# Балта (Долж)
Балта (рум. Bâlta) насеље је у Румунији у жупанији Долж у граду Филијаши. Место се налази на надморској висини од 105 m.

## Становништво
Према подацима из 2002. године у насељу је живело 1206 становника, од којих су сви румунске националности.